# Abborrtjärnen (Hällefors socken, Västmanland, 664840-142494)
Abborrtjärnen är en sjö i Hällefors kommun i Västmanland och ingår i Göta älvs huvudavrinningsområde.